# Песчаное (Крым)
Песча́ное (до 1945 года — Алма́-Тама́к; укр.  Піщане, крымскотат. Alma Tamaq, Алма Тамакъ) — село и курорт в Бахчисарайском районе Республики Крым, центр Песчановского сельского поселения (согласно административно-территориальному делению Украины — Песчановского сельсовета Автономной Республики Крым).

## Население
| 2001 | 2014 |
| ---- | ---- |
| 938  | ↘820 |

Всеукраинская перепись 2001 года показала следующее распределение по носителям языка
| Язык             | Процент |
| ---------------- | ------- |
| русский          | 84.01   |
| украинский       | 9.06    |
| крымскотатарский | 6.4     |
| другие           | 0.43    |

### Динамика численности
| - 1805 год — 127 чел. - 1864 год — 85 чел. - 1887 год — 112 чел. - 1892 год — 106 чел. - 1915 год — 142 чел. - 1926 год — 383 чел. | - 1939 год — 407 чел. - 1989 год — 1019 чел. - 2001 год — 938 чел. - 2009 год — 938 чел. - 2014 год — 938 чел. |

## Современное состояние
В Песчаном 10 улиц и 2 переулка, ранее входило в колхоз им. XXII съезда КПСС, сейчас сельхозземли использует агрофирма «Крым». Территория, приписанная к селу, занимает 290 гектаров, на которой в 301 дворе, по данным сельсовета, на 2009 год, числилось 938 человек. В селе действуют фельдшерско-акушерский пункт, сельский клуб, церковь святителя Луки Крымского, связано автобусным сообщением с Бахчисараем, Севастополем и Симферополем. Находящееся на южной окраине села Усть-Альминское городище в 1969 году объявлено памятником национального значения.

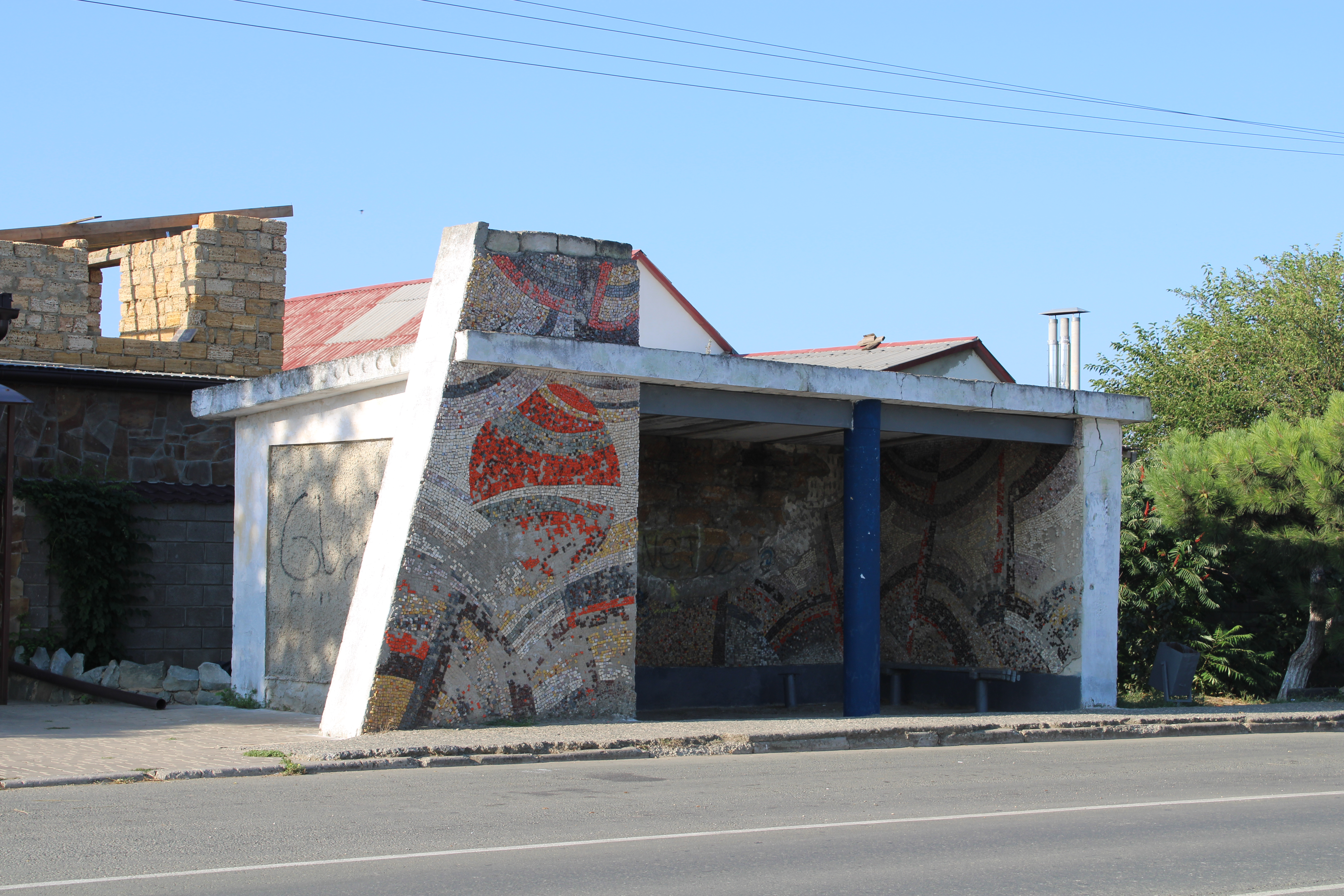
Автобусная остановка 21 августа 2022 года
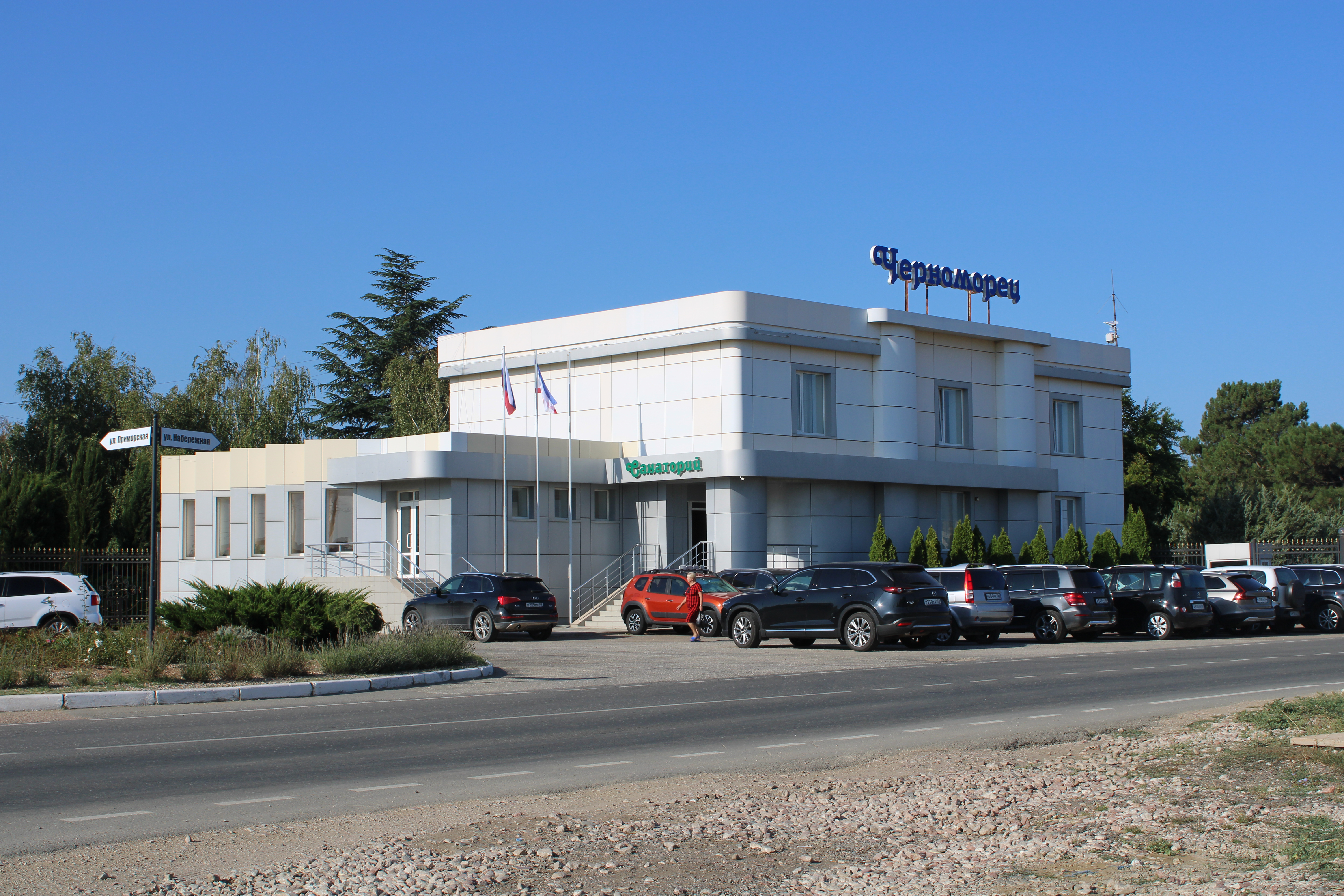
Санаторий «Черноморец» 21 августа 2022 года
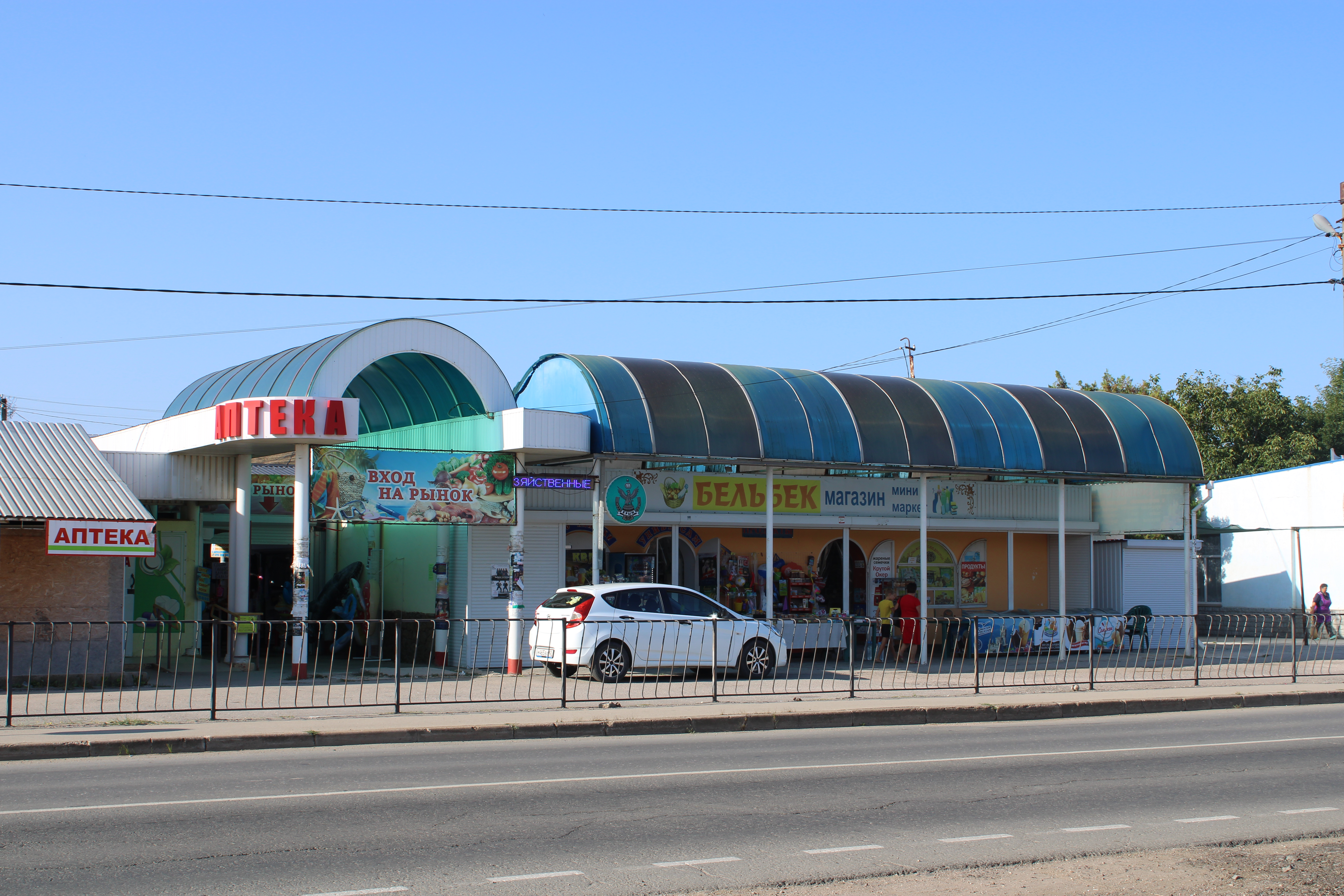
Сельский рынок 21 августа 2022 года
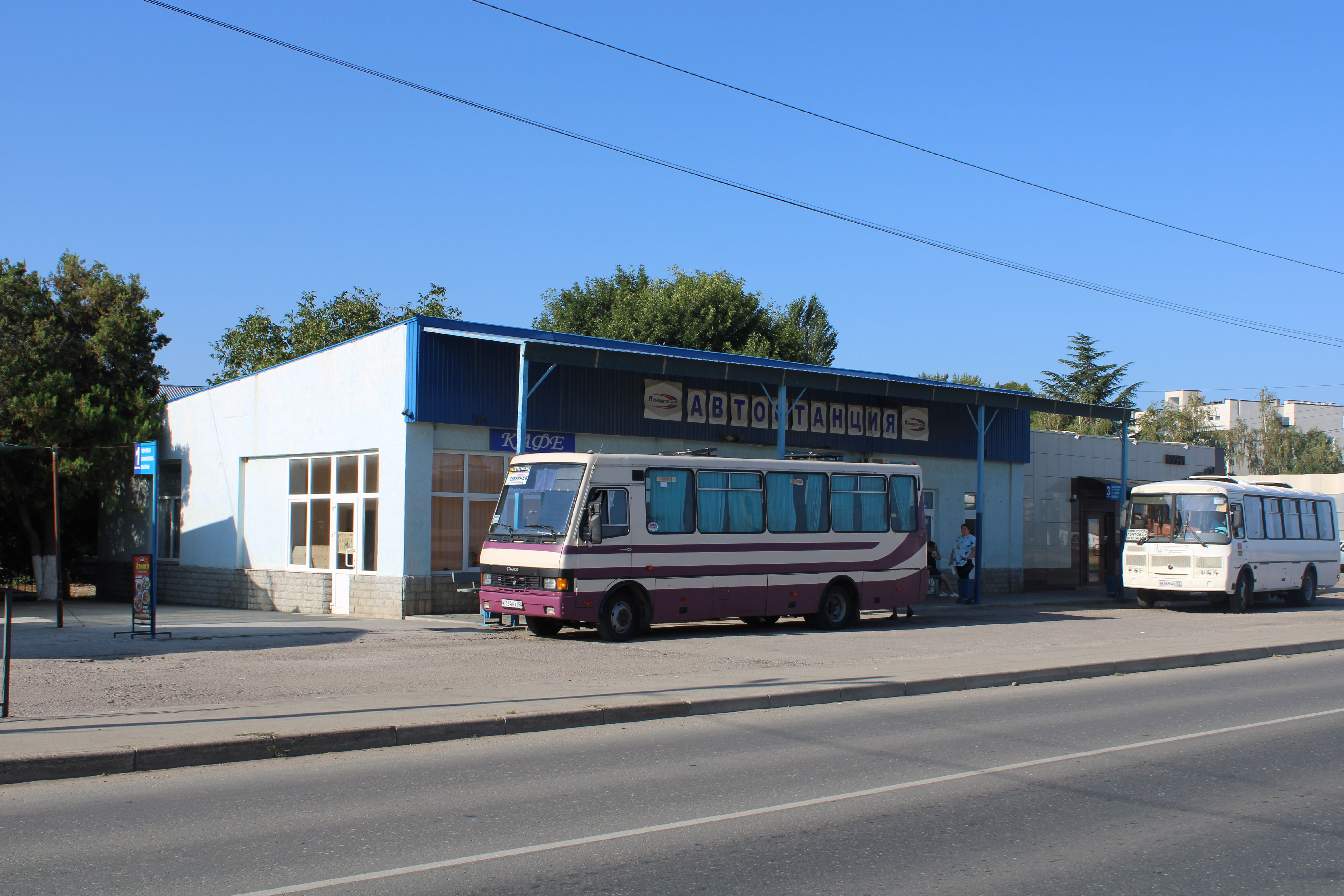
Автостанция 21 августа 2022 года
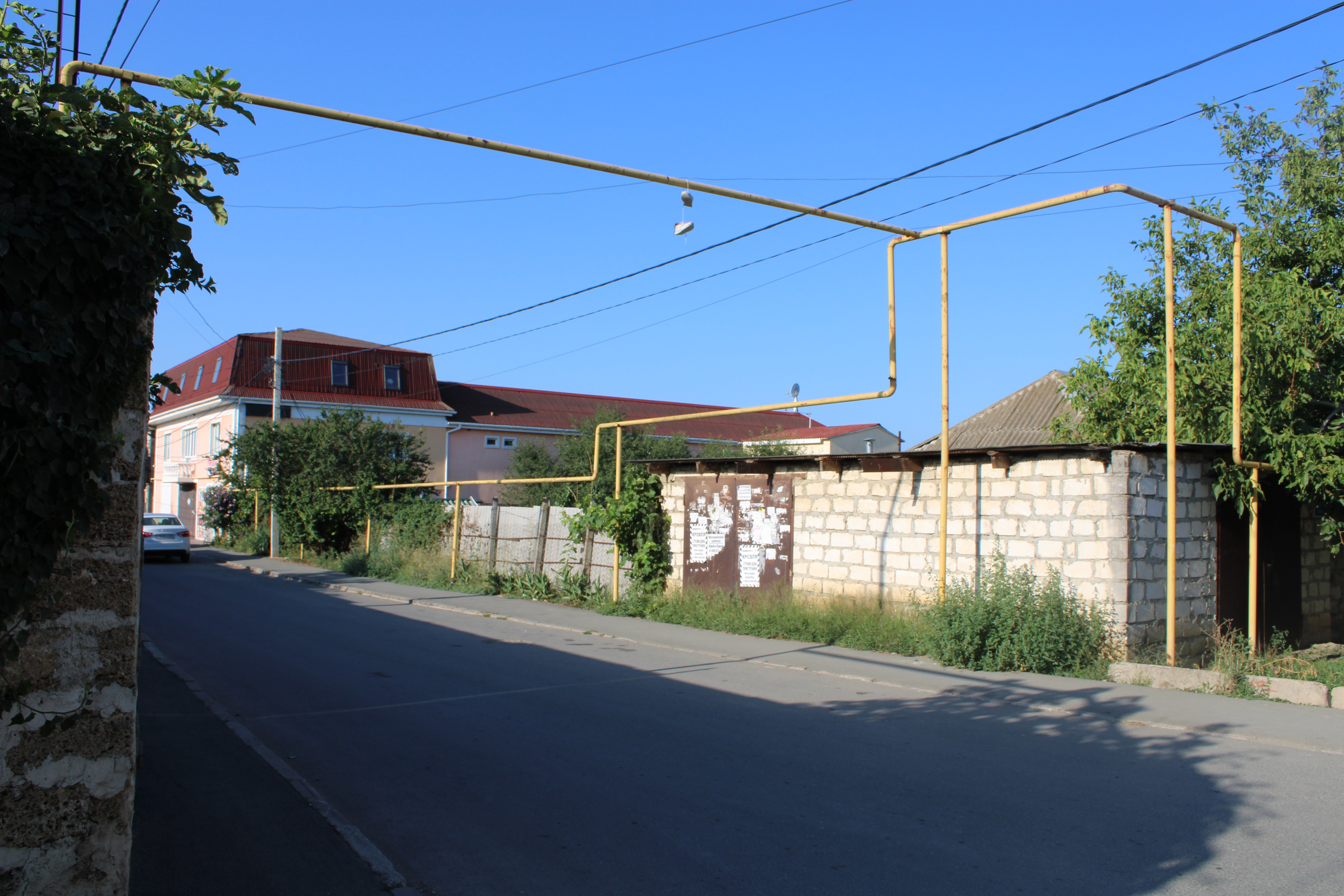
Одна из улиц села — Бассейная 21 августа 2022 года

## География
Песчаное находится на крайнем северо-западе района, примерно в одном километре
от берега Каламитского залива Чёрного моря, недалеко от устья реки Альмы, на правом, низменном, берегу, высота центра села над уровнем моря — 8 м. Левый берег реки в этом месте высокий, выходящий к морю мысом Керменчик с 30-метровыми обрывами. Расстояние до Бахчисарая около 33 километров, там же находится и ближайшая железнодорожная станция. В Симферополь ведут две дороги: Н-019 Песчаное — Почтовое (по украинской классификации — С-0-10202) через Новопавловку — около 50 километров, и другая, более удобная — по шоссе К-009 (Саки — Орловка) и К-011 Симферополь — Николаевка (Т-0104 и Т-0106 украинской классификации) — также около 50 км. Важное значение имеет также проходящее в 4 километрах шоссе 35К-009 Саки — Орловка (расстояние до Севастополя — около 35 км, до Евпатории — примерно 70 км).

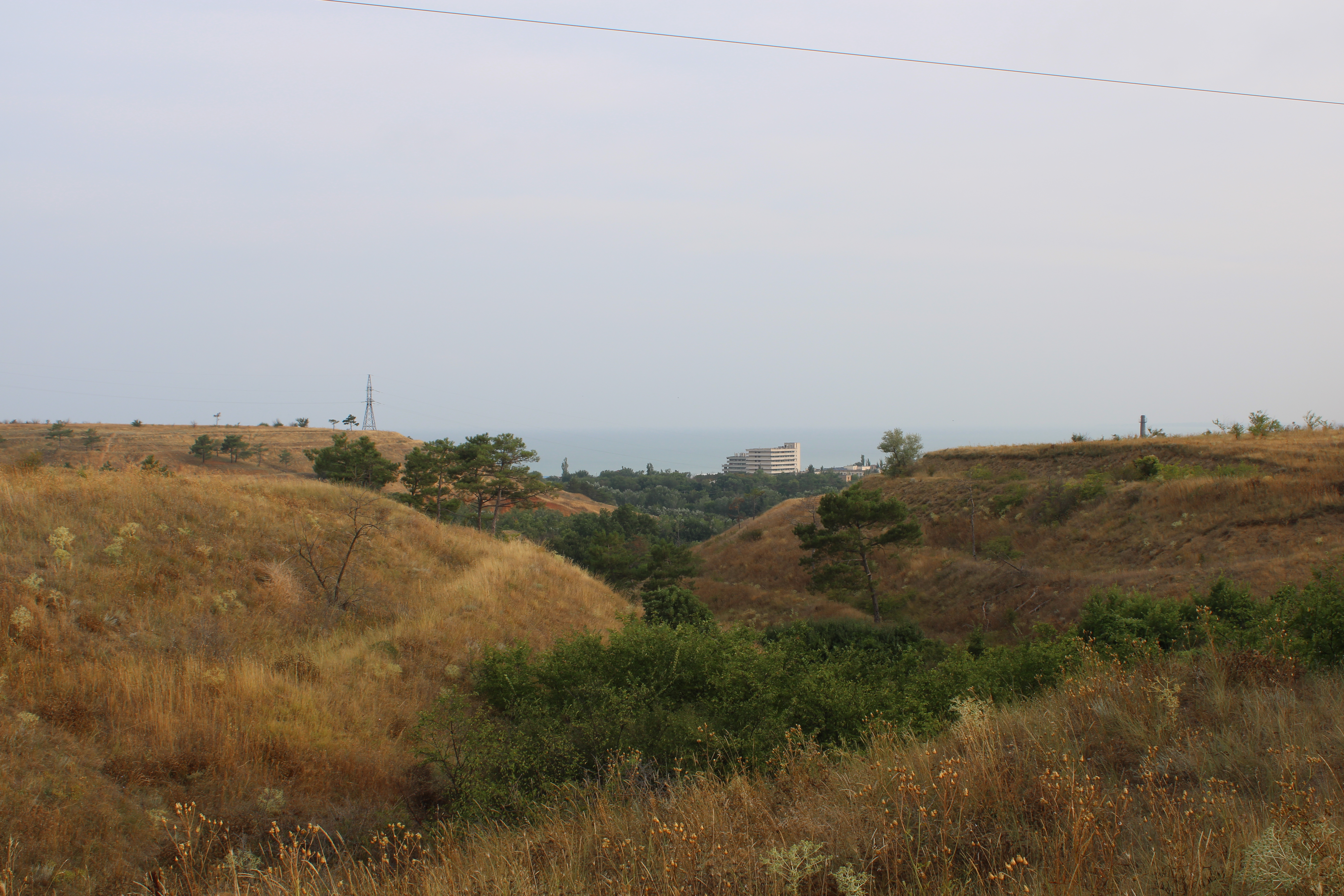
Овраги рядом с санаторием «Черноморец» 15 августа 2022 года
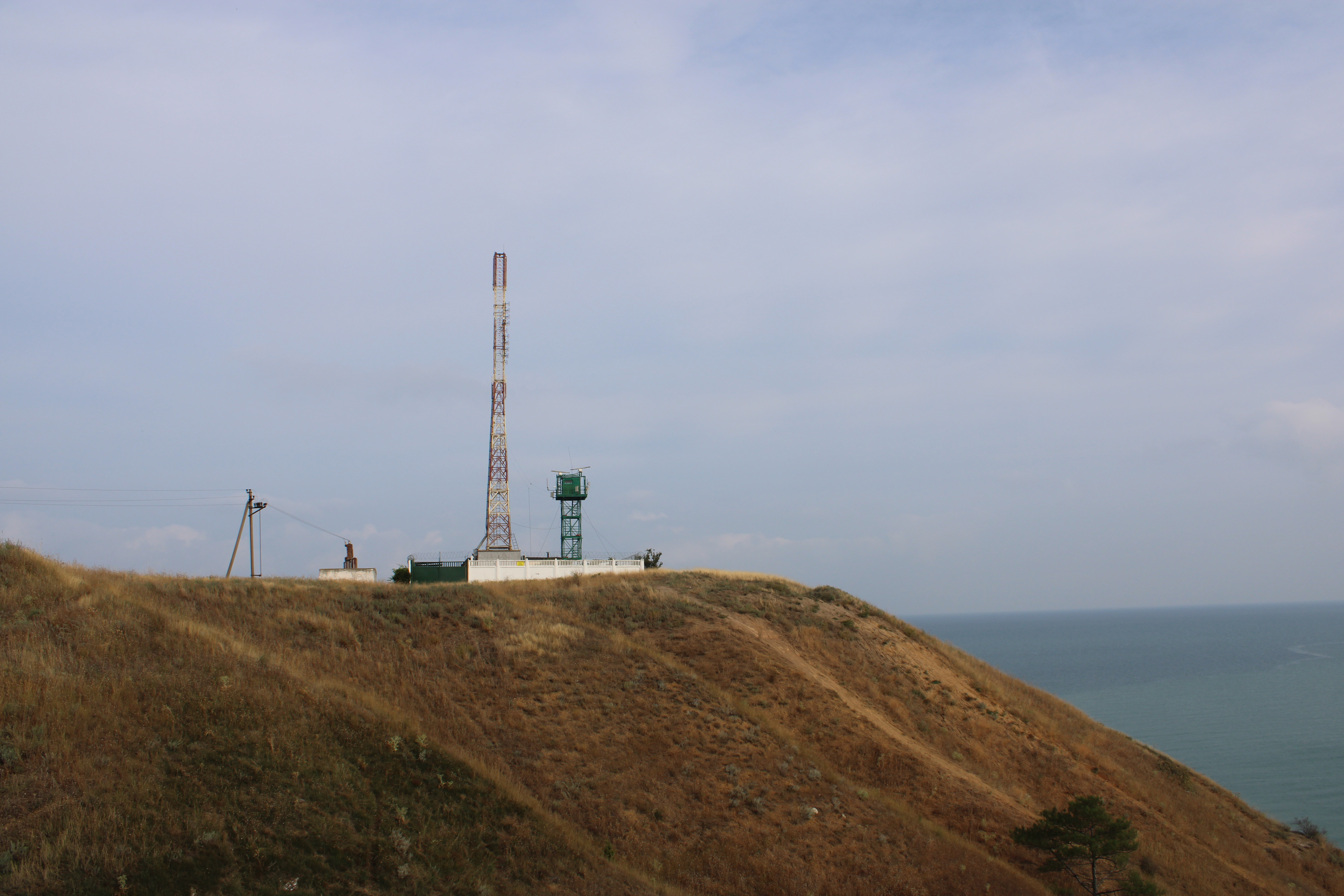
Вышка на мысе Керменчик 15 августа 2022 года
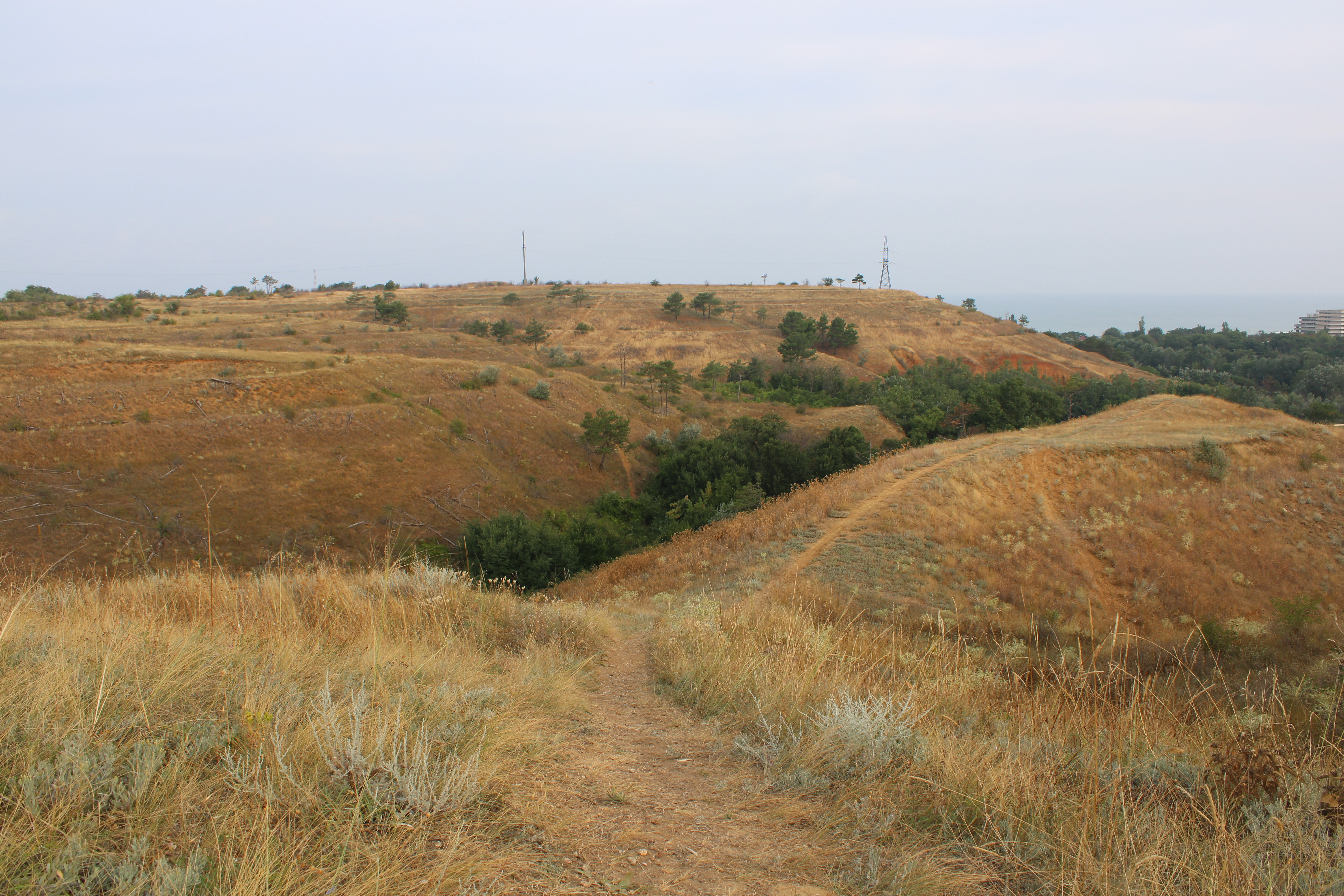
Возвышенности к югу от села 15 августа 2022 года
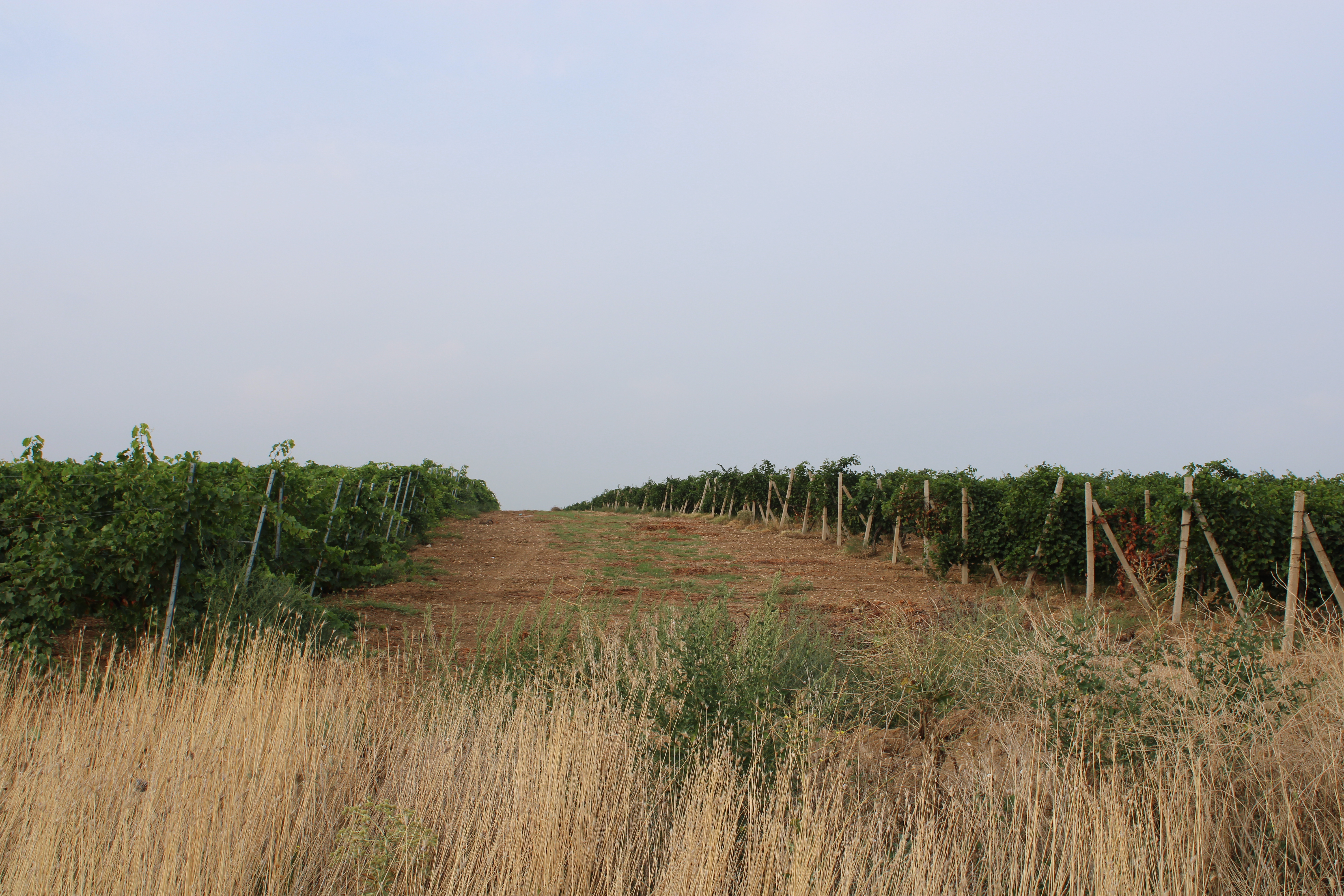
Виноградники между Песчаным и Угловым 15 августа 2022 года

## История

### Античный период
На мысе Керменчик (в переводе «маленькая крепость»), возвышающемся к югу от Песчаного, в самом деле была крепость: на самом краю обрыва в конце II века до н. э. скифы построили свой единственный на западном побережье
Крыма и второй по величине, после столицы Неаполя Скифского, город Скифского царства. Площадью более 6 гектаров, окружённый рвом и стеной из сырцового кирпича, с мощёными каменной плиткой улицами и расположившимся за крепостными стенами посадом. Основным занятием жителей было земледелие (Херсонес закупал много хлеба) и, естественно, торговля, в том числе морская — это был единственный порт скифов. Некоторые исследователи полагают, что это мог быть упоминаемый древнегреческим историком и географом Страбоном
Палакий, хотя возможно это Напит или Хабеи.
Город, вероятно, был сильно разрушен в 63—64 годах римлянами во время похода Равенской эскадры в Таврику, но продолжал жить уже под властью сарматов. Об этом свидетельствует находка богатого захоронения сарматской девочки знатного рода, относящееся ко второй половине I века (примерно 75 год). При городе существовал посад — на месте нынешнего села во II—I веках до нашей эры самое большое из известных скифских открытых селищ Альма-Тамак.

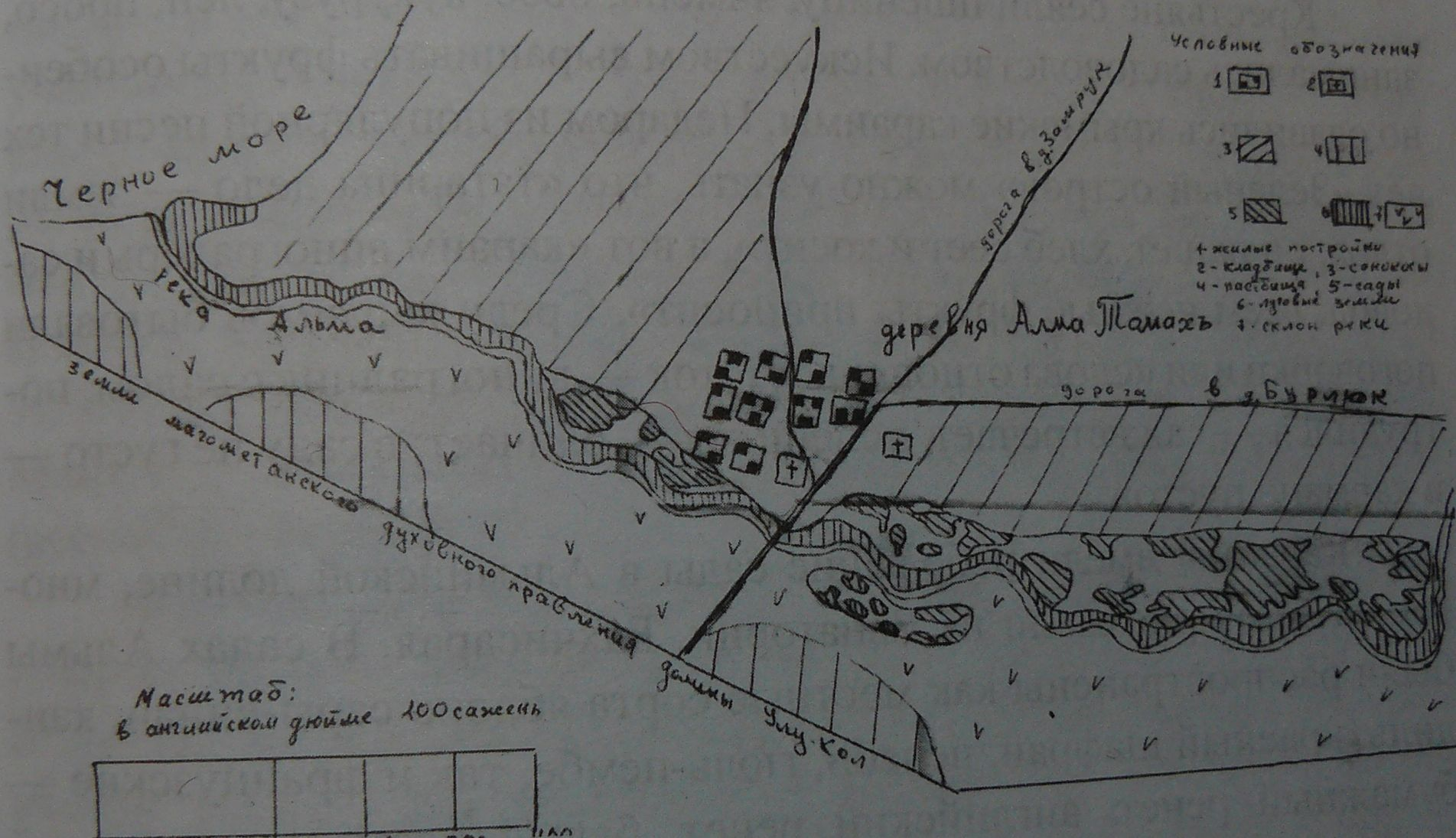
План деревни из межевания 1799 года
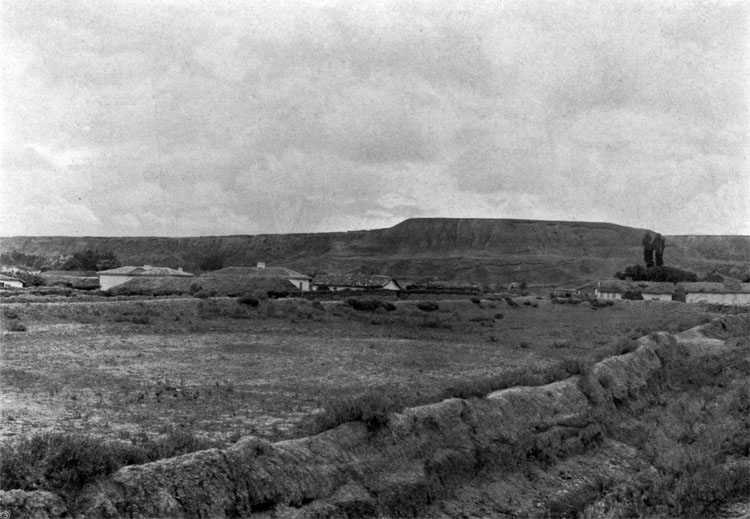
Альма-Тамак 1904 год. Фото В. Н. Клембовского
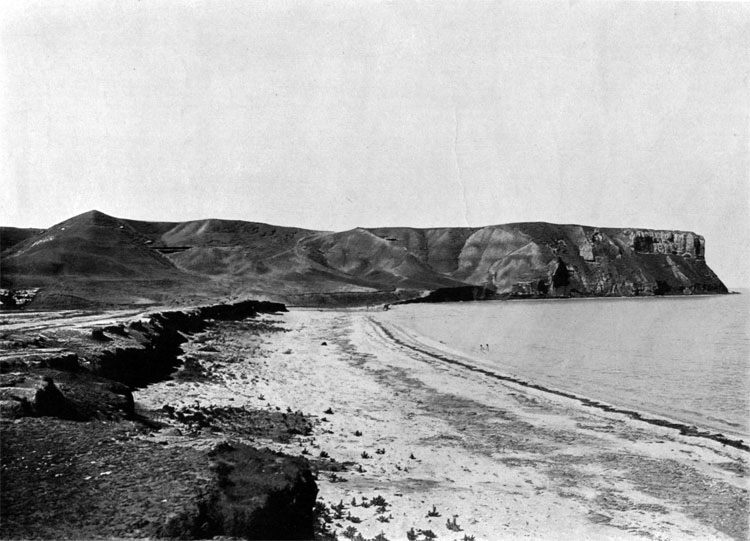
Побережье у деревни Альма-Тамак 1904 год. Фото В. Н. Клембовского

### Средние векаиКрымское ханство
Поселение постепенно угасало, видимо, виной тому были нашествия времён Великого переселения народов, когда по Крыму прокатывались орды аланов (II век), готов (III век), гуннов (IV век) и, наконец, хазар, включивших в VI веке степной и предгорный Крым в свой Каганат. Кочевникам не нужен был город-порт и поселение пришло в упадок, превратившись со временем в деревню. Со временем село отодвинулось от морского берега почти на километр: рыбной ловлей и мореплаванием местные жители не занимались, а к зимней морской сырости к XV веку добавилась опасность казачьих набегов.
Алма-Тамак, как рай на земле, упоминает в 1667 году турецкий путешественник Эвлия Челеби
Оно находится в долине с садами и виноградниками, с прекрасной водой и воздухом, в месте для прогулок. Сады и виноградники, подобные райским, здесь появились раньше всех на Крымском острове. Эта деревня благоустроена, через неё протекает река Альма. Она течёт через Балаклаву и Чоргун, через Инкерман и горы Чатыр, и в этом месте впадает в Чёрное море. На берегу этой реки Альмы есть райский сад. Одну ночь мы гостили во дворце нуреддин-султана, по-падишахски развлекались, слушая прекрасное пение многих тысяч соловьев, отдыхая душой. В Крымской стране нет больше такого сада, разве что сад Ашлама, что рядом с Бахчисараем
.

### Российская империя
В русских документах село впервые упоминается в Камеральном описании Крыма… 1784 года, согласно которому деревня Алма Тамак, в последний период ханства, входила в состав Бакче-сарайскаго кадылыка Бахчисарайскаго каймаканства.
После присоединения Крыма к России (8) 19 апреля 1783 года, (8) 19 февраля 1784 года, именным указом Екатерины II сенату, на территории бывшего Крымского ханства была образована Таврическая область и деревня была приписана к Симферопольскому уезду. С началом Русско-турецкой войной 1787—1791 годов, весной 1788 года производилось выселение крымских татар из прибрежных селений альминской долины во внутренние районы полуострова, в том числе и из Алма-Тамака. В конце войны, 14 августа 1791 года всем было разрешено вернуться на место прежнего жительства После Павловских реформ, с 1796 по 1802 год, входила в Акмечетский уезд Новороссийской губернии. По новому административному делению, после создания 8 (20) октября 1802 года Таврической губернии, Алма-Тамак был включён в состав Актачинской волости Симферопольского уезда.
По Ведомости о всех селениях в Симферопольском уезде состоящих с показанием в которой волости сколько числом дворов и душ… от 9 октября 1805 года, в деревне было 15 дворов в которых числилось 41 мужчина и 32 женщины, все крымские татары. На военно-топографической карте генерал-майора Мухина 1817 года дворов в деревне обозначено 29. После реформы волостного деления 1829 года Алматамак, согласно «Ведомости о казённых волостях Таврической губернии 1829 года», передали в состав новой Дуванкойской волости. На карте 1836 года в деревне 41 дворов, как и на карте 1842 года.
В 1860-х годах, после земской реформы Александра II, деревня осталась в составе преобразованной Дуванкойской волости. Согласно «Списку населённых мест Таврической губернии по сведениям 1864 года», составленному по результатам VIII ревизии 1864 года, Алма-Тамак — владельческая татарская и русская деревня, с 22 дворами, 85 жителями и мечетью при реке Алме. По обследованиям профессора А. Н. Козловского начала 1860-х годов, в селении имелись колодцы глубиной 2—4 сажени, из которых половина с пресной, а половина с солёной водой. На трёхверстовой карте Шуберта 1865—1876 года в селении обозначено 12 дворов. Согласно «Памятной книге Таврической губернии 1889 года», по результатам X ревизии 1887 года, в деревне был 31 двор со 112 жителями.

### После реформы 1890 года
После земской реформы 1890 года деревня осталась в составе прежней, Дуванкойской, волости. На верстовой карте 1890 года в деревне обозначено всего 12 дворов. Согласно «…Памятной книжке Таврической губернии на 1892 год», в деревне Алма-Тамак, входившей в Тарханларское сельское общество, было 106 жителей в 12 домохозяйствах, все безземельные. По «…Памятной книжке Таврической губернии на 1902 год» деревня Алма-Томак, как населённая безземельными и потому не входившая ни в одно в сельское общество, приписана к волости для счёта, без указания числа жителей и домохозяйств. По Статистическому справочнику Таврической губернии. Ч.II-я. Статистический очерк, выпуск шестой Симферопольский уезд, 1915 год, в деревне Алма-Томак (на Альме) Дуванкойской волости Симферопольского уезда числилось 26 дворов с татарским населением в количестве 142 человек приписных жителей, из которых 70 мужчин и 72 женщины. Жители владели 26 десятинами удобной земли. В хозяйствах имелось 68 лошадей, 24 коровы и 39 голов мелкого скота. Также к селению были приписаны 2 хутора: Алексеенко А. И. и Танатар Б. М., 2 имения Мирчи А. А. и Мирчи Ю. А., дачи М.С Каракоз, А. И. Штыхнова и Бобовича А. С., а также частные сады Абрамова, Азбукина, Алексеенко А. Т.,Ариф-Ахмед-Мустафы, Емельянова Н. И., Крейза, Ревелиоти А. Н.,Сараф о.м., Свет Ю. Н., Синькевича, Тотеш, Томан, Шишман, Штыхнова,Эмир-Али-Апсеута и Аббул-Халил-Аджи-Сулеймана.

### Новейшее время
После установления в Крыму советской власти, по постановлению Крымревкома от 8 января 1921 года была упразднена волостная система и село включили в состав Подгородне-Петровского района. 11 октября 1923 года, согласно постановлению ВЦИК, в административное деление Крымской АССР были внесены изменения, в результате которых был ликвидирован Подгородне-Петровский район и образован Симферопольский и Альма-Тамак включили в его состав. Согласно Списку населённых пунктов Крымской АССР по Всесоюзной переписи 17 декабря 1926 года, в селе Алма-Тамак, центре Алма-Тамакского сельсовета Симферопольского района, числился 102 двора, из них 79 крестьянских, население составляло 383 человека (186 мужчин и 197 женщин). В национальном отношении учтено: 167 русских, 164 татарина, 18 немцев, 15 украинцев, 4 греков, 6 эстонцев. 7 записаны в графе «прочие», действовала русско-татарская школа. Вероятно, по Постановлению ВЦИК от 30 октября 1930 года «О реорганизации сети районов Крымской АССР.» село передали в состав Бахчисарайского района, поскольку на 1940 год село уже входило в его состав.
Трагически сложилась судьба села в 1940-е годы. Сначала через эти места прошла 11-я армия Манштейна (остановлены южнее 30-й батареей), а, после освобождения Крыма от фашистов, 18 мая 1944 года, согласно Постановлению ГКО № 5859 от 11 мая 1944 года крымские татары, составлявшие около половины населения села, были депортированы в Среднюю Азию. 12 августа 1944 года было принято постановление № ГОКО-6372с «О переселении колхозников в районы Крыма» по которому в район планировалось переселить 6000 колхозников и в сентябре 1944 года в район приехали первые новосёлы (2146 семей) из Орловской и Брянской областей РСФСР, а в начале 1950-х годов последовала вторая волна переселенцев из различных областей Украины.
21 августа 1945 года Альма-Тамакский сельсовет был переименован в Песчановский, а село Альма-Тамак в Песчаное. С 25 июня 1946 года Песчаное в составе Крымской области РСФСР, а 26 апреля 1954 года Крымская область была передана из состава РСФСР в состав УССР.

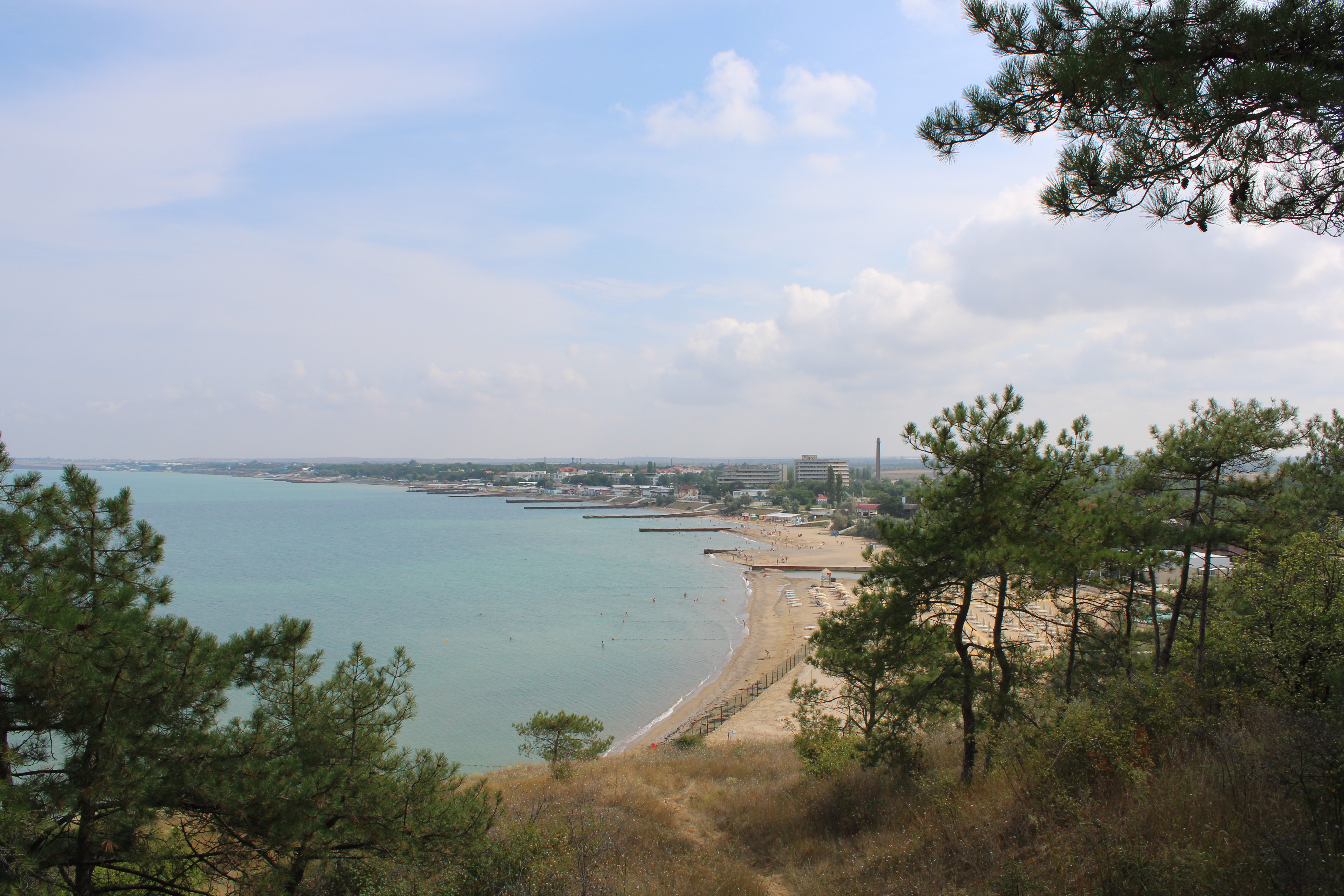
Вид с мыса Керменчик 15 августа 2022 года
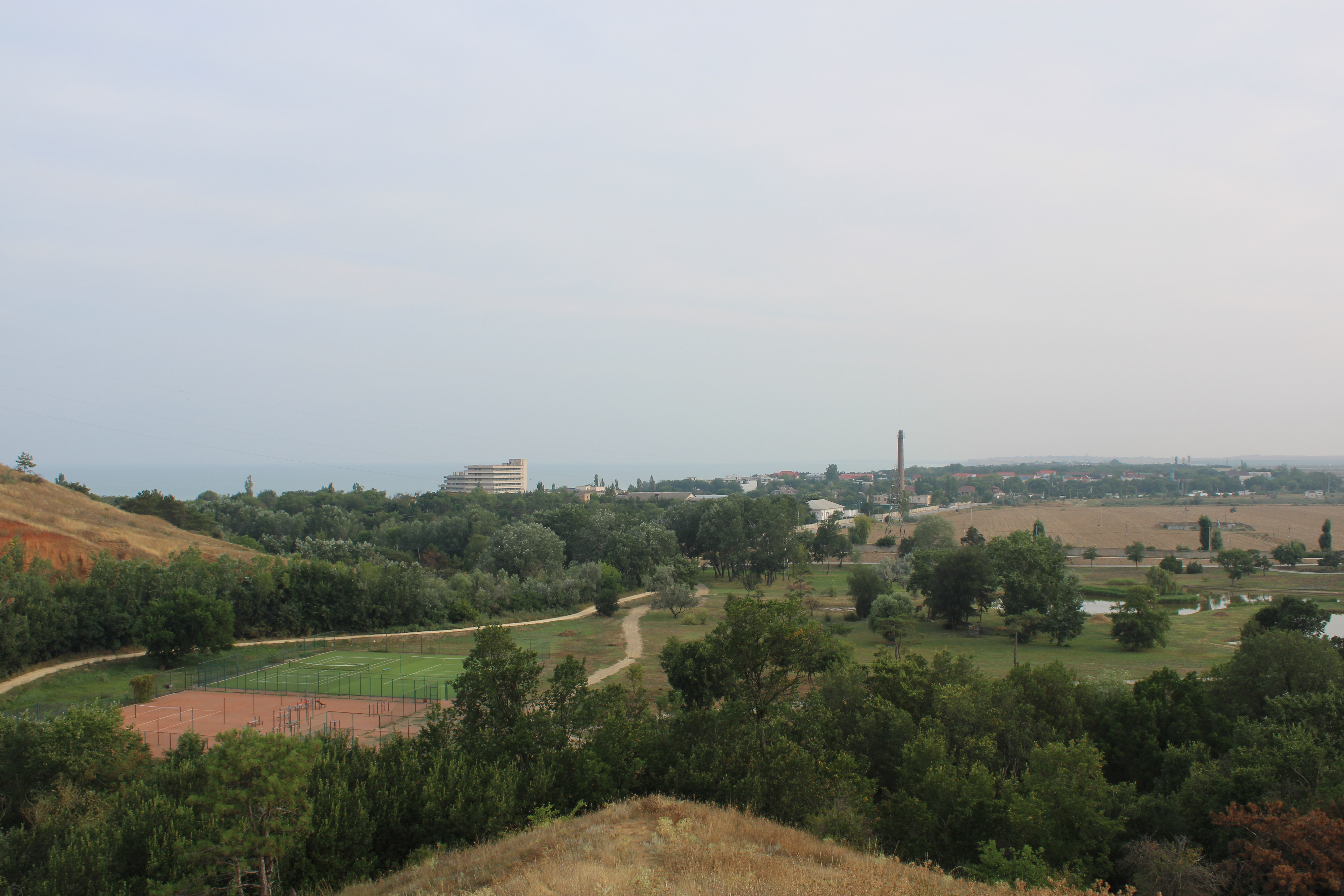
Западная часть села 15 августа 2022 года
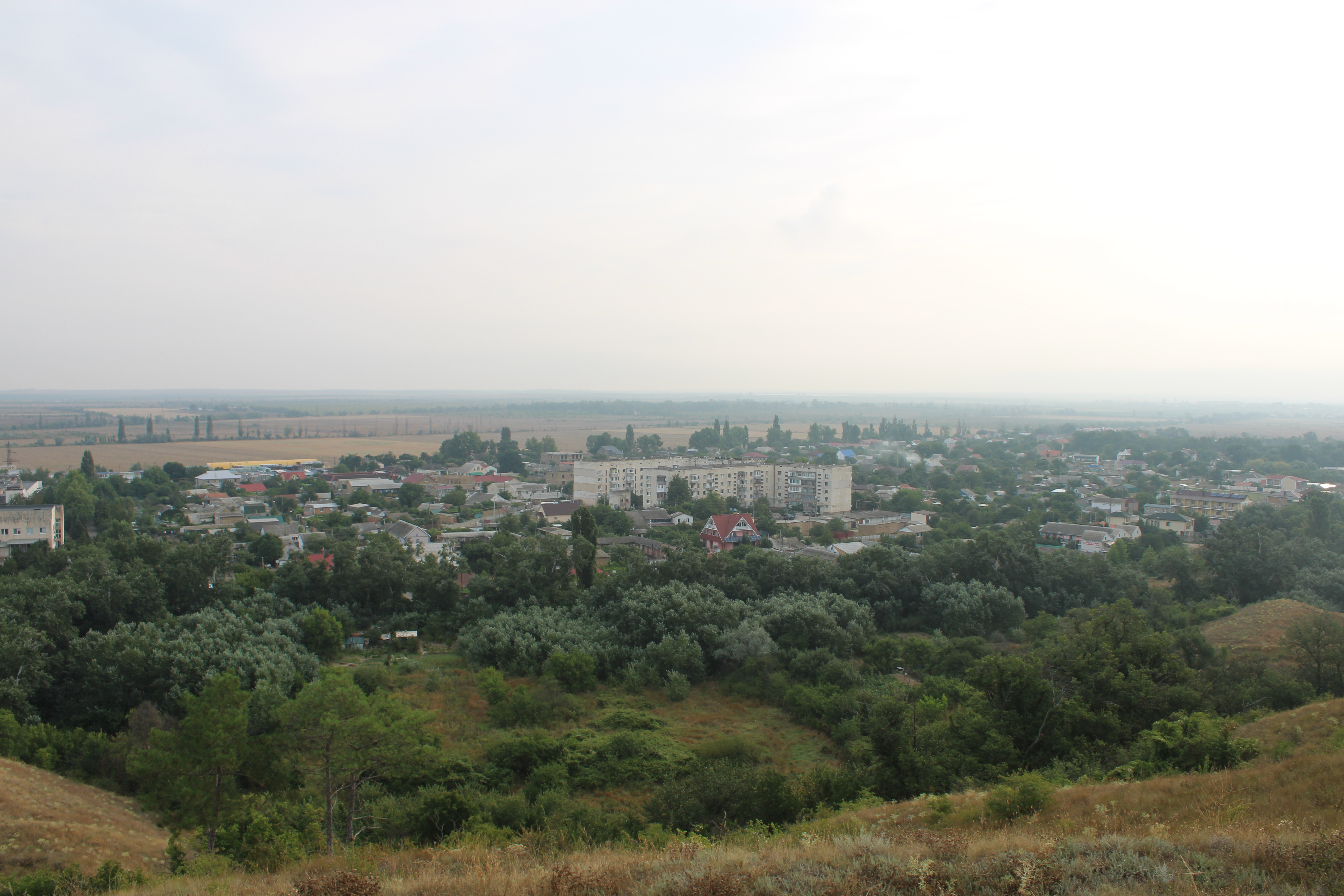
Восточная часть села 15 августа 2022 года
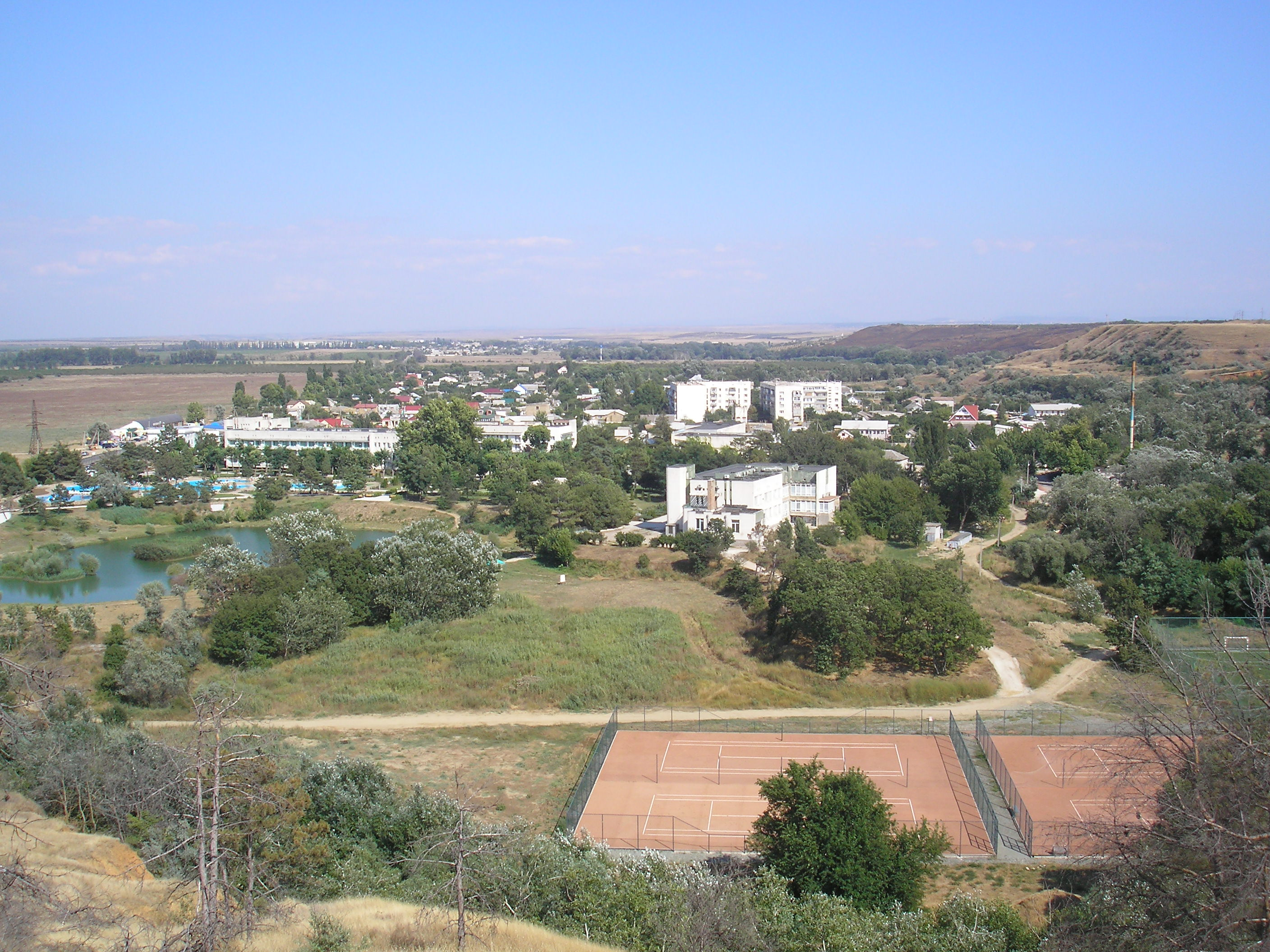
Вдоль реки Альма 8 августа 2011 года
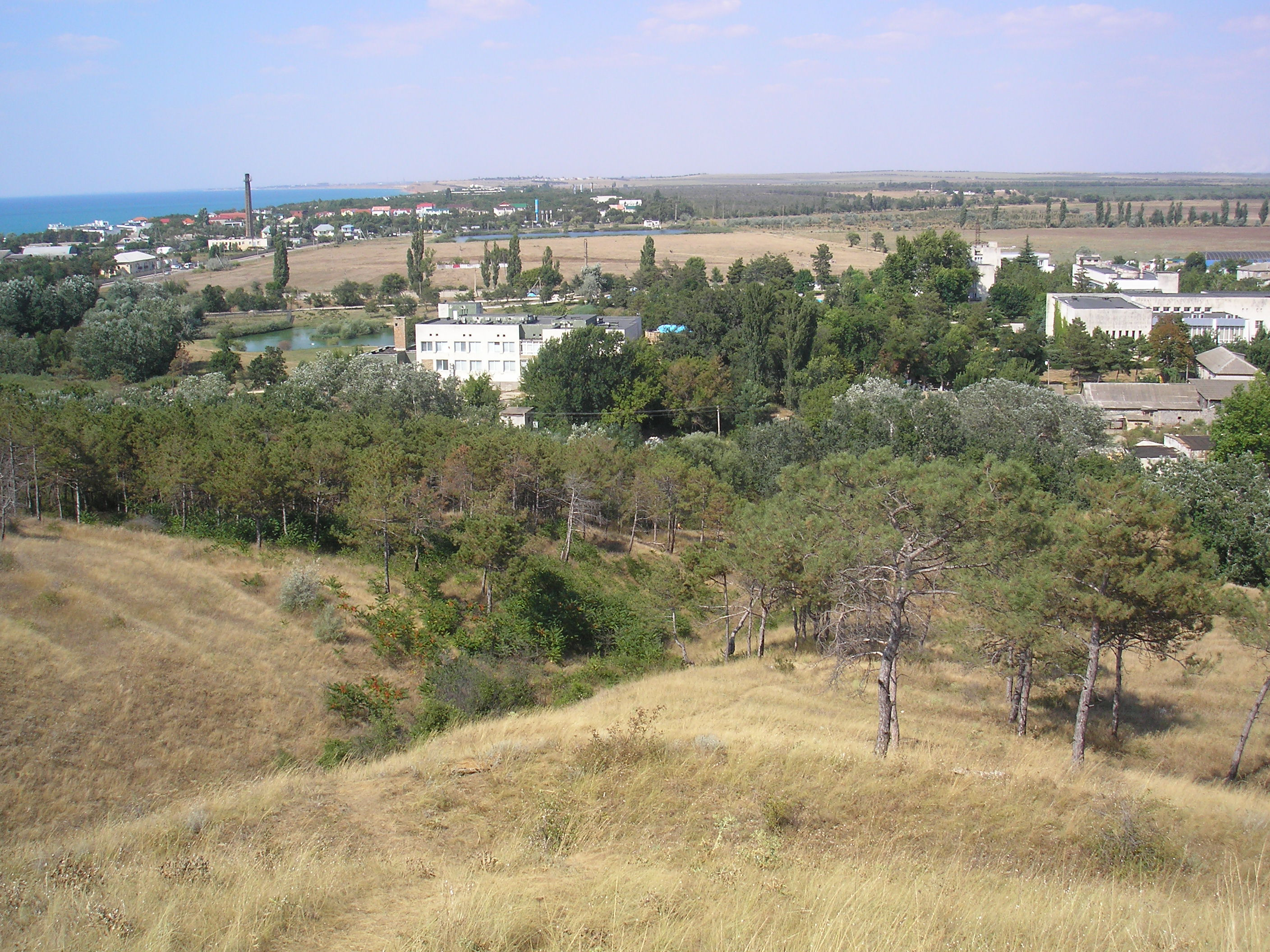
Санаторий «Черноморец» 8 августа 2011 года

Время упразднения сельсовета пока не установлено: на 15 июня 1960 года Песчаное входило в состав Красноармейского, на 1968 год — в состав Вилинского. В период с 1960 по 1968 годы к селу присоединили посёлок Устье. Сельсовет был возрождён после 1977 года, поскольку на этот год Песчаное ещё в Вилинском.
В 1988 году здесь был построен пионерский лагерь «Лукоморье» на 384 места (архитекторы — Г. Кузьминский, А. Гладков).
С 12 февраля 1991 года село в восстановленной Крымской АССР, 26 февраля 1992 года переименованной в Автономную Республику Крым,  С 18 марта 2014 года — в составе Республики Крым России.

## Курорт
В 1956 году у самого устья Альмы был построен районный межколхозный дом отдыха, с него и началась история курорта Песчаное. В 1964 году по ходатайству Главкома ВМФ был выделен земельный участок для организации военного пансионата «Песчаное», но основное строительство развернулось в 1970-е годы, когда село связали асфальтовыми шоссе с всеми центрами юго-западного Крыма. К настоящему времени курорт состоит из более чем 20 санаториев, пансионатов и множества мелких гостиниц и пансионов, протянувшихся на 4 километра вдоль берега моря.